# Vermiophis minshanensis
Vermiophis minshanensis är en tvåvingeart som beskrevs av Yang och Chen 1993. Vermiophis minshanensis ingår i släktet Vermiophis och familjen Vermileonidae. Inga underarter finns listade i Catalogue of Life.